# Walter Santillo
Walter Santillo (Catanzaro, 12 luglio 1959) è un conduttore televisivo e autore televisivo italiano.

## Carriera
Walter Santillo ha iniziato come animatore nei villaggi turistici e sulle navi da crociera, nonché come speaker e conduttore radiofonico. Successivamente inizia a lavorare su emittenti televisive locali come Rete Mia, Canale 10, in reti del circuito di Cinquestelle e su TMC. Negli anni Ottanta inizia anche la carriera di autore televisivo, collaborando con giovani e promettenti attori come Leonardo Pieraccioni e Giorgio Panariello. Nei primi anni Novanta inizia a divenire noto anche sulle reti nazionali: nel 1990 collabora con Giorgio Bracardi per la trasmissione di Rai 2 Chiappala Chiappala; mentre tra il 1991 e il 1993 è il conduttore delle tre edizioni del Festival Internazionale delle Voci Nuove su Rai 3. Negli anni successivi partecipa a due programmi dell'estate di Raiuno: Su le mani (nel 1996) e Va ora in onda (nel 1997), entrambi di Carlo Conti.
Dal 1997 inizia la fortunata collaborazione con Raffaella Carrà e Sergio Japino nel cast di Carramba che sorpresa! e poi in quello di Carramba che fortuna!, di cui è inviato esterno e autore. Nel 2003 è inviato e autore del programma della Carrà: Sogni. La sua collaborazione come autore dei programmi della Carrà si ripropone anche nel 2008-2009 con Carramba che fortuna! programma abbinato alla Lotteria Italia, nel quale è l'inviato per l'estrazione dei premi milionari. Nel 2003 e nel 2004 è tra i conduttori con Milly Carlucci e Fabrizio Frizzi di Telethon, la maratona televisiva di solidarietà contro le malattie genetiche. Negli anni duemila (2005) torna alla radio e conduce la trasmissione Due nel pallone del network Radio Cuore, assieme al comico Niki Giustini.
Nel 2003 per Rai 1, insieme a Gian Piero Galeazzi, Antonio Lubrano e Livia Azzariti, è uno dei conduttori della prima edizione di Uno Mattina sabato e domenica. Per tre anni poi, dal 2004 al 2006 è inviato in giro per l'Italia delle trasmissioni di Michele Guardì Mattina in famiglia e Mezzogiorno in famiglia su Rai 2 dove conduce lo spazio: Il bar dello sport. Nel 2008 compare nel film No problem con Vincenzo Salemme. Nell'inverno 2008/2009 è uno dei quattro autori insieme a Gianni Boncompagni, Sergio Japino e Raffaella Carrà del programma di Raiuno Carràmba che fortuna, abbinato alla lotteria Italia e che segna il ritorno della Carrà sul piccolo schermo. In questo programma torna anche come conduttore di alcune sorprese e dell'assegnazione dei premi milionari il 6 gennaio. Nel 2008-2009 ritorna a fare l'autore per Giorgio Panariello collaborando alla sua tournée teatrale. Inoltre è uno degli autori delle numerose campagne pubblicitarie del gestore telefonico "Wind" interpretate dallo stesso Giorgio Panariello e da Vanessa Incontrada.
Nel periodo ottobre-novembre 2009 è in Egitto dove recita nel film di Ugo Fabrizio Giordani Sharm el Sheikh - Un'estate indimenticabile. È uno degli autori dello spettacolo di Giorgio Panariello Ogni maledetta domenica che per otto domeniche dal 14 febbraio fino alla domenica di Pasqua 2010, viene messo in scena dal popolare attore al teatro The Club a Roma e che come avveniva in passato con Gran Varietà della RAI viene mandato in onda in radio da RTL 102.5. È autore dei Wind Music Awards 2010 e Wind Music Awards 2011, all'Arena di Verona mandati in onda da Italia 1 a giugno 2010 e 2011 in prima serata.
È uno degli autori dello spettacolo teatrale di Giorgio Panariello Panariello non esiste, in scena da dicembre 2010 ad agosto 2011. Sempre con il comico toscano scrive lo spettacolo televisivo Panariello non esiste in onda per 4 puntate a marzo 2012 su Canale 5. È uno degli autori del programma televisivo di Rai 2 Italia coast to coast condotto dal Trio Medusa e firma come autore i testi dello spettacolo teatrale "in mezz@voi" di Giorgio Panariello per la regia di Giampiero Solari in scena a partire dal 30 novembre 2012 nei palasport di tutta Italia per circa 50 repliche.
Autore del programma televisivo Cultura moderna, andato in onda nel 2016 per 20 puntate su Italia 1 e condotto da Teo Mammucari, scritto con Antonio Ricci e Mariano D'Angelo. È uno degli autori dello spettacolo teatrale “Panariello-Conti- Pieraccioni il tour” che debutta a settembre all’Arena di Verona e registra sold out nei palasport di molte città con circa 200.000 spettatori vince il premio “Biglietto d’argento” come uno dei più seguiti tour teatrali dell'anno.
Nel 2018 ancora a Sanremo come autore del Primafestival e ancora autore dei Wind Music Award a giugno all'arena di Verona. Inizia la collaborazione con Carlo Conti. nel programma Tale e Quale su RaiUno del quale è uno degli autori.
Nel 2019 ancora a Sanremo come autore del Primafestival, poi prosegue anche la sua collaborazione per i Music Award a giugno all'arena di Verona,quindi è ancora impegnato, come autore,da settembre per 10 settimane su RaiUno per una nuova edizione di Tale e Quale condotta da Carlo Conti. A Novembre è autore di "20 anni che siamo italiani" il varietà in tre puntate di RaiUno a partire dal 29 novembre, condotto da Vanessa Incontrada e Gigi D'Alessio.
Si conferma autore per il 2020 di Primafestival, notiziario flash di 6 minuti sul Festival di Sanremo 2020, in onda dal 27 gennaio dopo il Tg1 delle ore 20.
È autore dal 2011 dei MusicAward  dall'arena di Verona prima sulle reti Mediaset e poi per Rai 1 e condotti da Carlo Conti e  Vanessa Incontrada.